# Damir Matovinović
Damir Matovinović (né le 6 avril 1940) est un ancien arbitre yougoslave (croate) de football. 

## Carrière
Il a officié dans des compétitions majeures : 
- Coupe de Yougoslavie de football 1981-1982 (finale retour)
- Coupe du monde de football de 1982 (1 match)